# Saint-Erme-Outre-et-Ramecourt

Saint-Erme-Outre-et-Ramecourt este o comună în departamentul Aisne din nordul Franței. În 1 ianuarie 2022 avea o populație de 1.700 de locuitori.